# 温暖的甜蜜的
《温暖的甜蜜的》是一部都市女性情感电视剧，由刘江执导，宋茜、陈妍希、陆毅、经超、孙坚领衔主演 。2023年5月3日在湖南卫视和芒果TV同步播出。
该剧讲述了整容女医生南飞（宋茜饰）年过三十，渴望成家，而恋人艺术家陈放（陆毅饰）经历一场婚姻失败，对新的婚姻犹豫不决，两人若即若离，心心相印，山穷水尽，柳暗花明的情感故事  。导演刘江称这部婚恋剧是他2013年作品热播剧“《咱们结婚吧》的升级版”，

## 剧情梗概
在北京某医院整形科，单身女医生南飞（宋茜饰）被众人认为是艺术品展销大V陈放（陆毅饰）的小三，而实际上这是陈放特殊隐情造成的一场误会。南飞终于忍受不了陈放当断不断的状态，于是与他分手，辞职迁居上海，投奔闺蜜齐家宜（陈妍希饰）。齐家宜发现自己的未婚夫徐西（曹征饰）是个废物，于是在南飞的帮助下甩了废物徐西。两个女人在上海过起了闺蜜之家的日子。南飞的母亲开始逼她正经结婚，齐家宜介绍了一个海归焦岳（经超饰）给南飞，假扮其男友，应付老母。得知南飞在上海有了新男友，可急坏了陈放，他联手南飞原在北京医院的男闺蜜凌骄阳（孙坚饰），杀到上海进行拆台，误会重重，笑话连篇，最终是有情人终成眷属。

## 演员列表
| 演员   | 角色   | 介绍                                                                   |
| ------ | ------ | ---------------------------------------------------------------------- |
| 宋茜   | 南飞   | 北京某医院整形科医生，30多岁，未婚。                                   |
| 陆毅   | 陈放   | 南飞男友，北京某艺术品公司策划大师，40多岁，离婚但未宣布。             |
| 陈妍希 | 齐家宜 | 南飞闺蜜，上海某装修公司设计部门经理，30多岁，即将结婚。               |
| 曹征   | 徐西   | 齐家宜未婚夫，30多岁，同济大学毕业的外省青年。                         |
| 孙坚   | 凌骄阳 | 南飞男闺蜜，30多岁，未婚，南飞同医院整形科医生。                       |
| 孙宁   | 刘舒婷 | 陈放前妻，将近40岁，与陈离婚后携子移民美国，后携子回国，要求与陈复婚。 |
| 经超   | 焦岳   | 齐家宜客户，华尔街海归，30多岁，未婚，患有抑郁症。                     |
| 杨青   | 董碧华 | 南飞母亲，退休妇产科医生，反对女儿与老男陈放交好。                     |
| 田岷   | 包惠美 | 徐西妈妈，外省下岗工人，卖包子个体户。                                 |
| 潘虹   | 陈宝珠 | 齐家宜妈妈，上海本地小市民，                                           |
| 白志迪 | 陈父   | 陈放父亲，画家，支持刘舒婷与陈放复婚。                                 |
| 王奕盛 | 吴工长 | 某装修队工头，承担齐家宜项目工程。                                     |
| 丁洋   | 颜艺   | 齐家宜同公司设计师，抢齐家宜客户。                                     |
| 淮文   | 田中青 | 齐家宜的初恋、                                                         |
| 杨舒枫 | 杨毅   | 南飞助理医师，不服南飞。                                               |
| 高雅轩 | 乔艷榮 | 护士，杨毅女友，专与南飞作对。                                         |
| 李依曉 | 沈雪   | 是一名演員。                                                           |

## 奖项
- 2023年获得第19届中美电视节金天使奖最佳电视剧奖。
- 2024年12月30日获得第十五届澳门电视节金莲花奖最佳导演奖。